# Äckerbrunnen
Äckerbrunnen, auch Gewerbegebiet Äckerbrunnen, ist ein Wohnplatz sowie ein Industriegebiet auf der Gemarkung der Kernstadt Creglingen im Main-Tauber-Kreis im fränkisch geprägten Nordosten Baden-Württembergs.

## Geographie

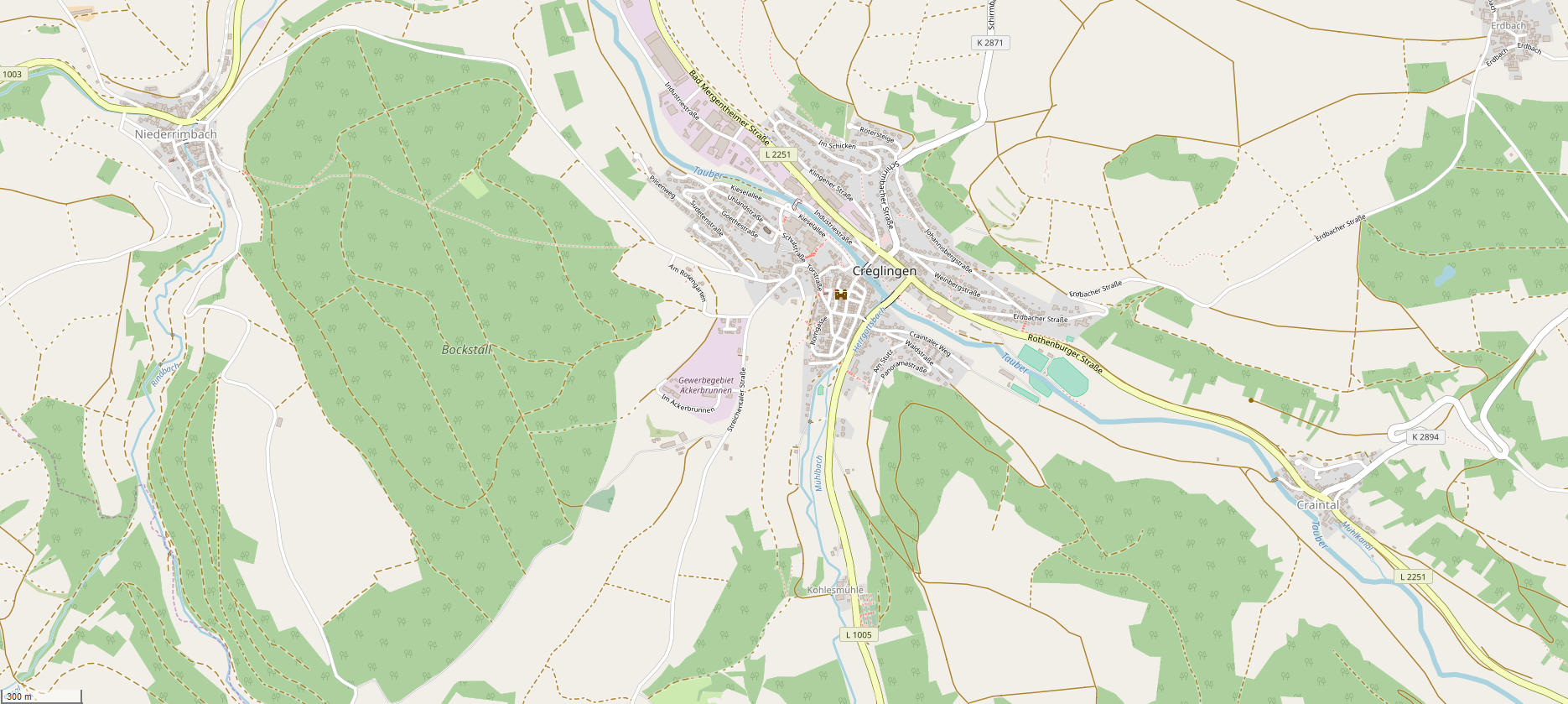
Lage des Wohnplatzes und Industriegebiets Äckerbrunnen

Der Wohnplatz Äckerbrunnen mit dem Gewerbegebiet Äckerbrunnen liegt südsüdwestlich oberhalb der Kernstadt Creglingen an der Gemeindeverbindungsstraße in Richtung Streichental, einem Weiler auf der Gemarkung des Niederstettener Stadtteils Rinderfeld.

## Geschichte
Auf dem Messtischblatt Nr. 6526 „Creglingen“ von 1934 gab es am Ort lediglich zwei Häuser, die heutigen Hausnummern 11 und 12.
Am Wohnplatz Äckerbrunnen wurde im Sommer 2001 der erste Abschnitt des Gewerbegebiets Äckerbrunnen erschlossen.

## Kulturdenkmale
Kulturdenkmale in der Nähe des Wohnplatzes sind in der Liste der Kulturdenkmale in Creglingen verzeichnet.

## Verkehr
Der Ort ist über die L 1005, den Stadtteil Münster, die K 2890 und dann über die Gemeindeverbindungsstraße Creglingen-Streichental zu erreichen. Vor Ort befinden sich neben der Streichentaler Straße noch die Innerortsstraßen Äckerbrunnenring, Im Äckerbrunnen und Röteweg.